# Princé
Princé (en bretó Priskieg) és un municipi francès, situat a la regió de Bretanya, al departament d'Ille i Vilaine. L'any 2006 tenia 349 habitants. Limita al nord-oest amb Dompierre-du-Chemin, al nord amb Luitré, a l'oest amb Châtillon-en-Vendelais, a l'est amb Juvigné (Mayenne), al sud-oest amb Montautour i al sud-est amb La Croixille (Mayenne),

## Demografia
| 1962                                       | 1968 | 1975 | 1982 | 1990 | 1999 |
| ------------------------------------------ | ---- | ---- | ---- | ---- | ---- |
| 452                                        | 509  | 460  | 393  | 346  | 333  |
| Des de 1962: població sense dobles comptes |      |      |      |      |      |

## Administració
| Període   | Identitat         | Partit |
| --------- | ----------------- | ------ |
| 1953-1979 | Louis Groussard   |        |
| 1979-1983 | Roger Vanier      |        |
| 1983-1989 | Albert Gasté      |        |
| 1989-2008 | Roger Vanier      |        |
| 2008-     | Georges Groussard |        |